# Banque de Zambie
La Banque de Zambie (en anglais : Bank of Zambia, BoZ) est la banque centrale zambienne.

## Présentation
La Banque de Zambie est créée en 1964.
En mai 2022, elle est la cible d'une cyberattaque.

## Directeurs
- Daniel Lisulo
- Denny Kalyalya (en fonction)